# Ivana Trump
Ivana Marie Trump, nascida Ivana Zelníčková (Zlín, 20 de fevereiro de 1949 — Nova Iorque, 14 de julho de 2022), foi uma modelo e empresária norte-americana, nascida na Morávia - na atual Chéquia -, antiga Checoslováquia. Foi casada com o bilionário e 45.º e 47.º Presidente dos Estados Unidos Donald Trump, com quem teve os seguintes filhos: Donald Trump Jr., Ivanka Trump e Eric Trump.
O divórcio de Ivana com Donald Trump, finalizado em 1992, foi objeto de ampla cobertura da mídia na década de 1990. Após o divórcio, ela desenvolveu suas próprias linhas de roupas, bijuterias e produtos de beleza que foram vendidos na QVC London e na Home Shopping Network. Ivana escreveu uma coluna de conselhos para a Globe chamada "Ask Ivana" de 1995 a 2010 e publicou vários livros, incluindo obras de ficção, auto-ajuda e uma autobiografia.

## Morte
Ivana Trump morreu aos 73 anos, vítima de parada cardíaca, em seu apartamento em Manhattan, Nova Iorque. No dia 15 de julho, o Gabinete do Médico Legista-Chefe de Nova Iorque anunciou que a causa da morte foi "um ferimento de impacto contundente no seu torso" causado por uma queda acidental.